# Castelo de Lascoux
O Château de Lascoux, é um castelo construido no século XVI em Celles, no departamento de Dordogne, na região de Nouvelle-Aquitaine, no sudoeste da França.